# فلورانج
 فلورانج هي بلدية فرنسية تقع في إقليم موزيل بمنطقة الشرق الكبير.

## الجغرافيا
فلورانج منطقة قديمة تقع في وادي فنش، تتمتع بموقع استراتيجي لسهولة الوصول منها إلى الدول المجاورة والمتمثلة في : ألمانيا، بلجيكا و لوكسمبورغ بواسطة الطرق السريعة A30 و A31 .
أهم المدن المجاورة لها : ثيونفيل، ميتز و لوكسمبورغ.

## أصل التسمية
كلمة فلورانج مستوحات من فلوريس اسم خادم عاش في الحقبة الكارولنجية.

## اللغة
اللغات المتداولة في هذه المنطقة عديدة نظرا لمختلف المراحل التي مرت بها، فقد اعتبرت قطعة من لوكسمبورغ قبل أن تكون ألمانية ثم فرنسية كما أن موقعها الجغرافي يمنحها خاصية التمايز في اللغات المستعملة، فالمناطق الشرقية الواقعة على الحدود الألمانية تعتمد اللغة الألمانية أما المناطق الغربية تغلب عليها اللغة الفرنسية ومن غير المستبعد إيجاد بعض اللغات الأخرى كالعربية، البولونية، الإيطالية وذلك عائد إلى الهجرة واستقرار بعض الأقليات في هذه المنطقة.

## تاريخ

### عصر ما قبل التاريخ
تعود آثار الإستيطان الأولى على أرض فلورانج إلى العصر الحجري الحديث حوالي 3500 قبل الميلاد تلتها القبائل السلتية التي لجأت إالى فلورانج بحثا عن الأراضي الخصبة كما شهدت هذه المدينة استيطان بعض الشعوب قبل مجيء الرومان سنة 52 قبل الميلاد، هذه الأخيرة خلفت آثارا أهمها الطريق الرابط بين ميتز وتراير و كذا ورشات لفخار والمعادن و هذا إن دل على شيء فإنه سيكون مدى ازدهار ماض هذه المنطقة، إلا أن ذلك لم يدم طويلا فقد اجتاحت غزوات البرابرة ( الهون، الوندال وفرانكس ) هذه الحضارة في نهاية القرنين الرابع والخامسو خلفت دمارا شاملا وفوضى عارمة.

### العصور الوسطى
1. بطلوع القرن السادس بدأت ملامح الهدوء والإستقرار تعود إلى المنطقة، حيث سيطرت قوة الفرنجة على هذا الإستقرار كما تميزت هذه الفترة بتطور الديانة المسيحية.
2. اعتبار فلورانج منطقة من أوستراسيا عاصمة ميتز.
3. إنشاء روبرت الثالث دي لامارك فرع فلورانج لورين.
4. وقوع فلورانج تحت الحصار عدة مرات.

### سقوط القلعة
1. شهدت المنطقة حرب الثلاثين عاما ( 1618-1648 ) بين السويديين، الفرنسيين والهولانديين و بين ألمانيا وإسبانيا. هذه الحرب التي دمرت لوكسمبورغ وغرب فرنسا ووضعتها تحت سيطرة الإسبانيين.
2. صلح البرانس بين فرنساو إسبانيا سنة 1659 ضمن عودة منطقة فلورانج إلى السلطة الفرنسية.

### نهاية السيادة
1. ألغت الثورة الفرنسية المحافظات وكذا امتيازاتها، أضحت فلورانج بلدية لكن فقدت بذلك ملكيتها لوادي الفينش.
2. بلغ عدد السكان بفلورانج حوالي 700 ساكن.
3. ضم فلورانج لإيبانج وداسبيش عام 1812.

### الفترة المعاصرة
1. شهدت فلورانج خلال هذه الفترة إنجازات مهمة منها : سكة حديد إلى فلورانج سنة 1984، تهيئة الطرق وكذا تطور التعليم .
2. من 1870 إلى 1918: حرب فرنسا و بروسيا و استيلاء هذه الأخيرة على فلورانج حيث شهدت هذه الفترة بناء كنيسة جديدة، مدارس ودار للبلدية.
3. سنة 1910 : استفادة فلورانج من الكهرباء
4. سنة 1912: أول خط ترامواي كهربائي رابط بين ثيونفيل وفونتوي، بالإضافة إلى عدة مشاريع أخرى.

### الفترة الحالية
منذ سنة 1950 شهدت تطورا كبيرا لمختلف الصناعات كالدرفلة و صناعة الحديد والصلب و قد تطلب ذلك استدعاء عدد كبير من الأيادي العاملة مما استلزم تأمين مساكن لمئات العمال القادمين من مختلف أنحاء فرنسا وخارجها فتحولت بذلك ديموغرافية فلورانج من 3000 ساكن إلى 14000 ساكن، كما استمر ازدهار الصناعة والاقتصاد بها ومن مظار هذا التقدم إنشاء منطقة صناعية مشتركة تتربع على مساحة 150 هكتار تضم مؤسسات صغيرة ومتوسطة في ميدان صناعة السيارات والطائرات.

## أماكن ومعالم أثرية
قلعة بيتانج،
قلعة داسبيتش،
قلعة فلورانج.

### المباني الدينية
كنيسة سانت آغاث،
كنيسة نوتر دام،
كنيسة نيو آبوستوليك.

### المباني المدنية
متنزه بيتانج،
المزرعة البيداغوجية.

### الشخصيات المرتبطة بالبلدية
فيليب دي فلورانج،
روبرت الثاني دي لامارك،
روبرت الثالث دي لا مارك،
روبرت الرابع دي لا مارك،
برنارد زينيي،
جوليان كيرسيا،
ثوماس هيم،
ريمي أوشليك.

### اقتصاد
الحبوب والبستنة،
تربية الدواجن،
ميناء نهري،
منطقة صناعية سانت آغاث ومنطقة الصناعات الخفيفة،
مطبعة.

### الحياة المحلية
1. الحفلات البلدية : الأحد الموالي ل 15 أوت من كل سنة .
2. حفلات أرباب العمل : الأحد الموالي ل 05 فبراير و 11 نوفمبر من كل سنة .

## أعلام
- الهادي بلعميري